# Baia di Cleggan
La baia di Cleggan (Cleggan Bay in inglese) è uno stretto braccio di mare che entra nella più settentrionale delle quattro penisole occidentali della contea di Galway, in Irlanda. La baia è importante per la pesca, anche se a livello amatoriale, e per essere il punto di partenza dei traghetti diretti a Inishbofin.

## Storia

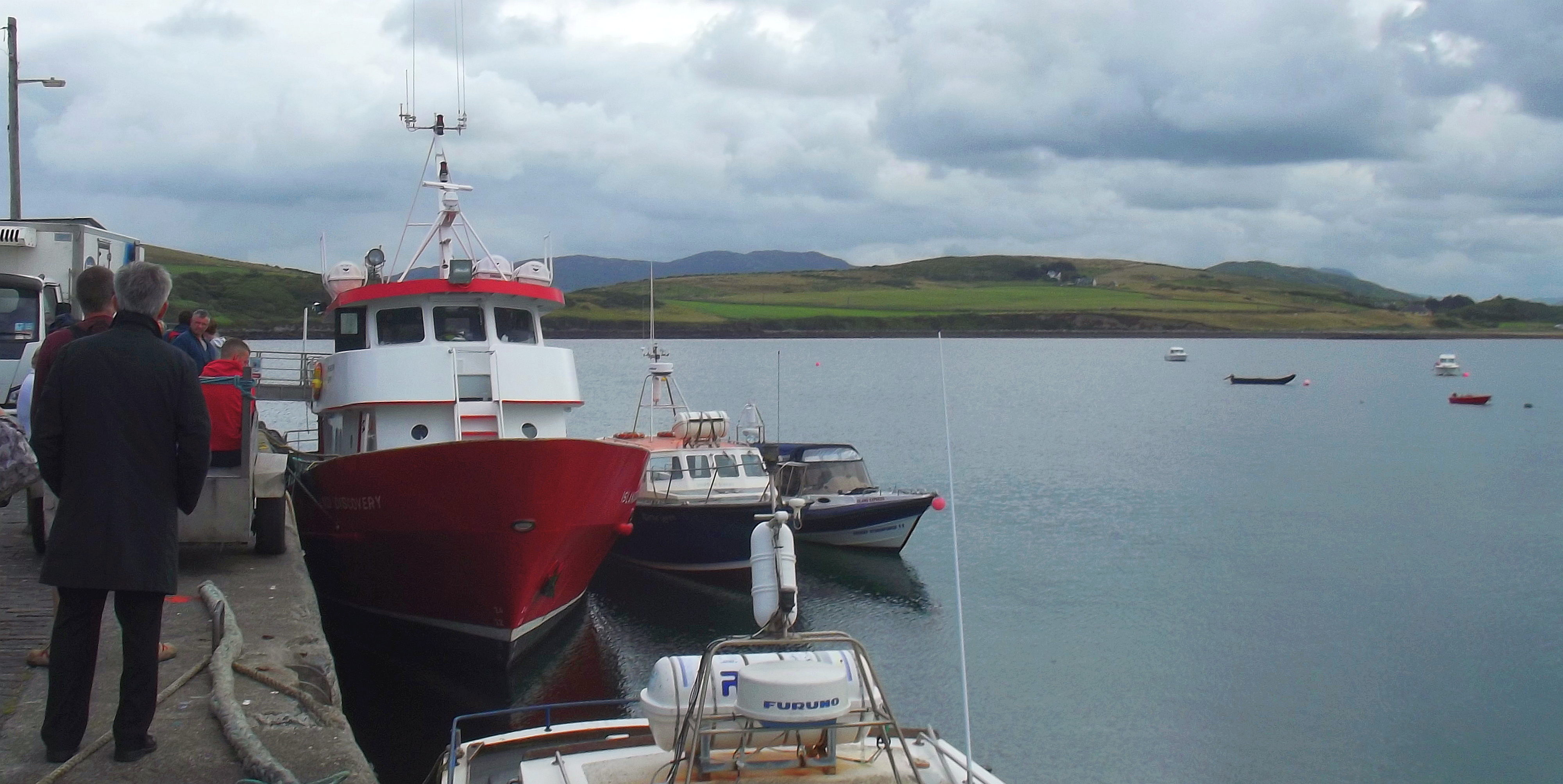
La baia vista dal molo di Cleggan.

Nei pressi della baia di Cleggan si trovano vari monumenti preistorici, il più noto dei quali è la Cleggan Court tomb, sul lato settentrionale della baia.
Nell'ottobre del 1927, in quello che sarebbe poi diventato noto come il disastro della baia di Cleggan, 26 pescatori della zona affogarono nel corso di una furiosa tempesta. Un villaggio della baia ebbe anch'esso varie vittime e fu in seguito abbandonato, e si lamentarono tra le perdite anche 9 uomini della vicina isola di Inishbofin e altre persone della contea di Mayo. Il disastro è ricordato da ballate, poesie e lapidi commemorative.

## Escursionismo

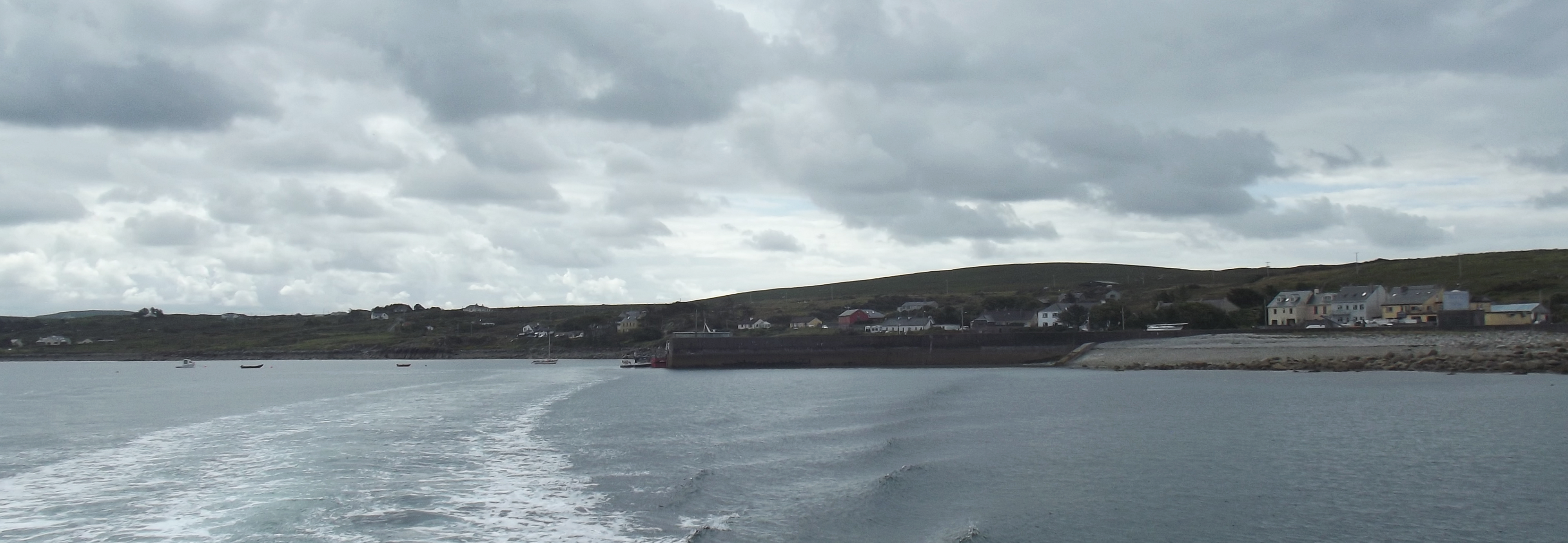
Il lato settentrionale della baia.

Sul lato nord della baia un sentiero chiamato Cleggan Head walk permette agli escursionisti di visitare la zona anche attraversando alcune proprietà private.
La baia di Cleggan è anche interessata dalla tappa Mayo to Clare del percorso di trekking Wild Atlantic Way.